# Stadionul Concordia
Stadionul Concordia este un stadion de fotbal din Chiajna, județul Ilfov, România. Cu o capacitate de 5.123 de locuri, este utilizat de echipa Concordia Chiajna. A găzduit trei meciuri din grupe, o semifinală și finala Campionatului European de Fotbal Sub-19 din 2011.
După ce au existat numeroase plângeri privind starea deplorabilă a suprafeței de joc, compusă din iarbă, autoritățile locale au decis înlocuirea acesteia cu una din gazon artificial în vara anului 2014. Astfel, stadionul Concordia a devenit primul, și rămâne și în prezent singurul, care a găzduit meciuri din prima divizie națională de fotbal a României având o suprafață sintetică. În vara anului 2022, s-a revenit la suprafața de joc naturală.